# Linus Lundqvist
Linus Lundqvist (Tyresö, 26 maart 1999) is een Zweeds autocoureur. In 2018 werd hij kampioen in het BRDC Britse Formule 3-kampioenschap, in 2020 werd hij kampioen in het Formula Regional Americas Championship en in 2022 werd hij kampioen in de Indy Lights.

## Carrière
Lundqvist maakte zijn autosportdebuut in het karting op zesjarige leeftijd na een vakantie in Finland. Hij won diverse kampioenschappen, voornamelijk in Zweden en Europa. In 2015 stapte hij over naar het formuleracing, waarin hij debuteerde in de Noordse Formule Renault 1.6 bij het Team TIDÖ. Hij behaalde vijf podiumplaatsen en werd met 150 punten vierde in het kampioenschap. In 2016 bleef hij actief in het kampioenschap, dat inmiddels was omgedoopt tot de Formule STCC Nordic, en kwam hij uit voor het LL Motorsport Junior Team. Hij won tien van de veertien races en stond in drie andere races op het podium, waardoor hij met 319 punten overtuigend kampioen werd in de klasse.
In 2017 ging Lundqvist rijden in het Britse Formule 4-kampioenschap bij het team Double R Racing. Hij won vijf races op Donington Park, het Croft Circuit (tweemaal), de Rockingham Motor Speedway en Brands Hatch en behaalde podiumfinishes in zes andere races. Met 306,5 punten werd hij vijfde in het eindklassement. Tevens nam hij dat jaar deel aan het raceweekend op Spa-Francorchamps van het BRDC Britse Formule 3-kampioenschap bij Double R, waar hij de races als zestiende, negende en zevende finishte.
In 2018 kwam Lundqvist fulltime uit in de Britse Formule 3 bij Double R. Hij won zeven races op Oulton Park, Rockingham, het Snetterton Motor Racing Circuit, Silverstone (tweemaal), en Spa-Francorchamps (tweemaal) en stond in zes andere races op het podium. Met 531 punten werd hij gekroond tot kampioen in de klasse.
In 2019 begon Lundqvist het seizoen in de 24 uur van Daytona, wat een prijs was voor het winnen van de Sunoco Whelen Challenge. Voor het team Precision Performance Motorsports kwam hij uit in de GTD-klasse, maar hij finishte de race niet. Vervolgens kwam hij uit in het laatste raceweekend van de MRF Challenge op de Madras Motor Race Track, waar hij in drie van de vijf races punten scoorde en een podiumfinish behaalde. In het volledige seizoen kwam hij uit in de Euroformula Open bij Double R. Hij behaalde twee podiumfinishes op de Red Bull Ring en het Circuit de Barcelona-Catalunya en werd achter Marino Sato, Liam Lawson, Lukas Dunner en Yuki Tsunoda vijfde in de eindstand met 144 punten.
In 2020 maakte Lundqvist de overstap naar de Verenigde Staten om deel te nemen aan het Formula Regional Americas Championship bij het team Global Racing Group. Hij won vijftien van de zeventien races en werd daardoor overtuigend kampioen met 401 punten.
In 2021 maakt Lundqvist de overstap naar de Indy Lights, waarin hij uitkomt voor het team GRG with HMD Motorsports.